# Tetradium calcicolum
Tetradium calcicolum är en vinruteväxtart som först beskrevs av Woon Young Chun och Cheng Chiu Huang, och fick sitt nu gällande namn av Thomas Gordon Hartley. Tetradium calcicolum ingår i släktet falskt korkträd (släktet), och familjen vinruteväxter. Inga underarter finns listade i Catalogue of Life.